# Acates

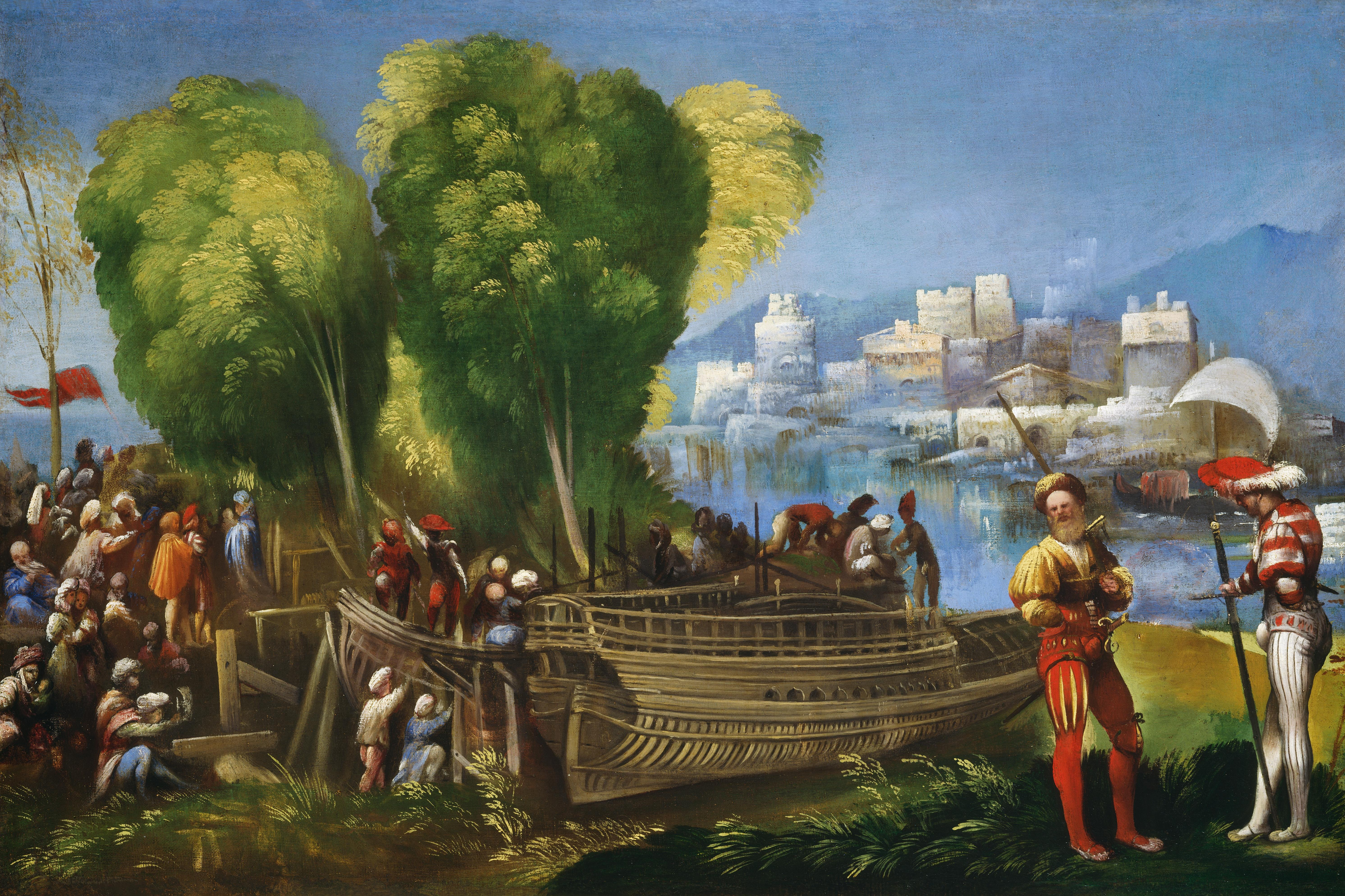
Eneas y Acates en la costa libia, cuadro de Dosso Dossi.

Acates es un personaje del poema épico de Virgilio la Eneida. Acates es compañero fiel de Eneas (héroe troyano, hijo de Venus y de Anquises, y esposo de Creúsa, a la que perdió la noche en que sucumbió Troya). El término fiel, utilizado para caracterizar a Acates, se debe a una de las virtudes romanas, denominada fides y basada en el cumplimiento estricto de la palabra empeñada.
Según una tradición, él fue quien acabó con la vida de Protesilao, primer griego en desembarcar sobre suelo troyano.